# Hao
Hao és un atol de les Tuamotu, a la Polinèsia Francesa. Està situat al centre i a l'est de l'arxipèlag, a 920 km a l'est de Tahití. És el cap de la comuna d'Hao que inclou 12 atols.

## Geografia
És un atol de forma allargada, de 50 km de llarg i 14 km d'ample. La superfície total és de 47 km², i l'altitud màxima és de 3 m. La llacuna és una de les més grans de la Polinèsia Francesa, amb 497 km², que només s'obre a l'oceà per un sol pas on es produeixen forts corrents.
El clima és marítim amb una temperatura que oscil·la entre 23 i 32 °C al llarg de l'any. L'absència de relleu fa que els vents alisis allunyin els núvols i, per tant, les precipitacions són relativament moderades.
La vila principal és Otepa, i la població era de 1.287 habitants al cens del 2002, amb un fort increment demogràfic des que es va establir la base del Centre d'Experimentació del Pacífic (CEP) per les proves nuclears. Les infraestructures construïdes els últims anys són importants: un aeroport amb una pista de 3.380 m, un port de càrrega, una carretera de 15 km, dessalinitzadores, generadors elèctrics i un hospital militar.
Com a curiositat, disposa d'un camp de golf amb un dels recorreguts més durs del món. La sortida es troba en un illot i l'arribada en un altre. Una barca amb el fons de vidre ajuda als jugadors a trobar les pilotes perdudes. El par del recorregut, de 18 forats, és de 312.

## Història
Hao va ser descobert, el 1606, per Pedro Fernández de Quirós que l'anomenà La Conversión de San Pablo. Per la seva forma allargada Louis Antoine de Bougainville l'anomenà l'Arpa (La Harpe) i James Cook, l'Arc (Bow Island).
A Hao es va establir la base avançada del Centre d'Experimentació del Pacífic (CEP) pels assaigs nuclears. Entre 1963 i 1965 es van construir grans infraestructures que servien de pont aeri i marítim per desembarcar material als atols de Moruroa i Fangataufa. El juny del 2000 es van retirar les forces armades de l'atol. Les infraestructures han passat al govern territorial que pretén aprofitar-les per desenvolupar el turisme davant de la incertesa del futur econòmic de l'atol.